# Troells Toya
Arnbjørn Troels Avalon Toyafalcor, kendt som Troells Toya (født Troels Walther Mortensen 19. februar 1962 i København i Danmark) er en dansk skuespiller og tegnefilmsdubber.
Han er uddannet på Performing Arts School i København i 1988 og slog igennem som Ib i TV 2's børneprogram Lågen i bogen i 1995.
Han har desuden haft mange biroller på film og tv, en af hans biroller var som drillepinden Niels Holgersen i julekalenderen Alletiders Nisse fra 1995, i afsnit nr. 10 "Højt at flyve". Han har også medvirket i en dansk musical-opsætning af Grease (1994). På tegnefilm lægger han bl.a. stemme til Pebermynte-Lars i Flapjack, Billy i serien Grumme eventyr med Billy og Mandy, samt Jakob i serien Min bedste ven er en abe.
Sit oprindelige navn, Troels Walther Mortensen, har han fået nummerologisk ændret til Troells (med to L'er) og efternavnet Toya.[kilde mangler] Han er far til dubberen og musicalperformeren Tara Toya og skuespilleren Lukas Toya.
Troells Toya var rektor for Skuespillerakademiet frem til skolens konkurs i 2023.